# Tamo daleko

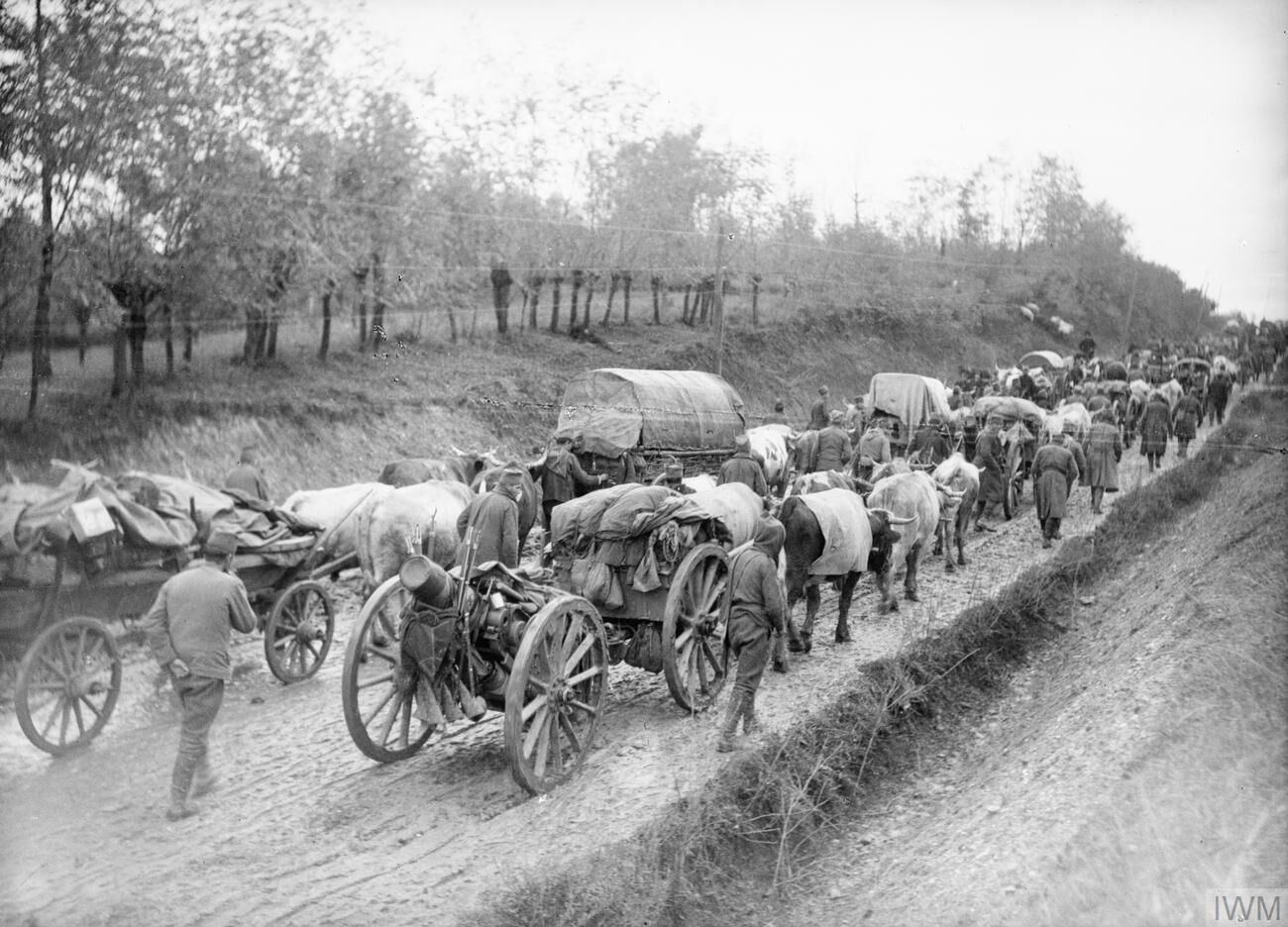
Soldados sérvios em retirada pelo interior da Albânia durante o inverno de 1915

Tamo daleko (em sérvio:  Тамо далеко, em português:   Lá, Muito Longe ;  Lá longe  ou  Lá, longe ) é uma canção popular sérvia que foi composta na ilha grega de Corfu em 1916 para comemorar a retirada do exército sérvio da retirada pela Albânia durante Primeira Guerra Mundial. É tocado em metro triplo e começa solenemente em uma tonalidade menor antes de mudar para a tonalidade maior relativa da chave dominante na terceira linha do primeiro verso, simbolizando a esperança antes de retornar à tonalidade menor tônica desde o início. A letra da música vem em várias versões, todas terminadas com a frase "Viva a Sérvia!"
A canção se tornou muito popular entre os emigrados sérvios após a Primeira Guerra Mundial e até foi tocada no violino no funeral do inventor sérvio Nikola Tesla em janeiro de 1943 como seu último desejo. Um símbolo da cultura sérvia e da identidade nacional, passou a ser visto como uma forma de hino nacional na diáspora sérvia durante a Guerra Fria, e algumas de suas letras foram proibidas junto com várias outras canções na Iugoslávia Titoísta porque evocaram o ressurgimento do sentimento nacional sérvio. A identidade de seu escritor e compositor permaneceu em disputa por muitas décadas. Em 2008, o historiador Ranko Jakovljević descobriu que Đorđe Marinković, um músico amador da vila de Korbovo perto de Kladovo, foi o escritor e compositor original da música, tendo composto a música em 1916 e garantido seus direitos de autoria em Paris em 1922. A canção continua popular entre os sérvios nos Bálcãs e na diáspora.

## História

### Contexto
Durante a Primeira Guerra Mundial, o Exército sérvio recuou pela Albânia depois que as potências centrais invadiram o Reino da Sérvia durante o inverno de 1915. O Exército sérvio foi devastado pela fome, doenças e ataques de bandos armados antes de se reagrupar na ilha grega de Corfu, onde muitos outros soldados sérvios morreram. Fatalidades foram enterradas no mar e os soldados sérvios sobreviventes chamaram essas águas de "Cemitério Azul". 

### Música

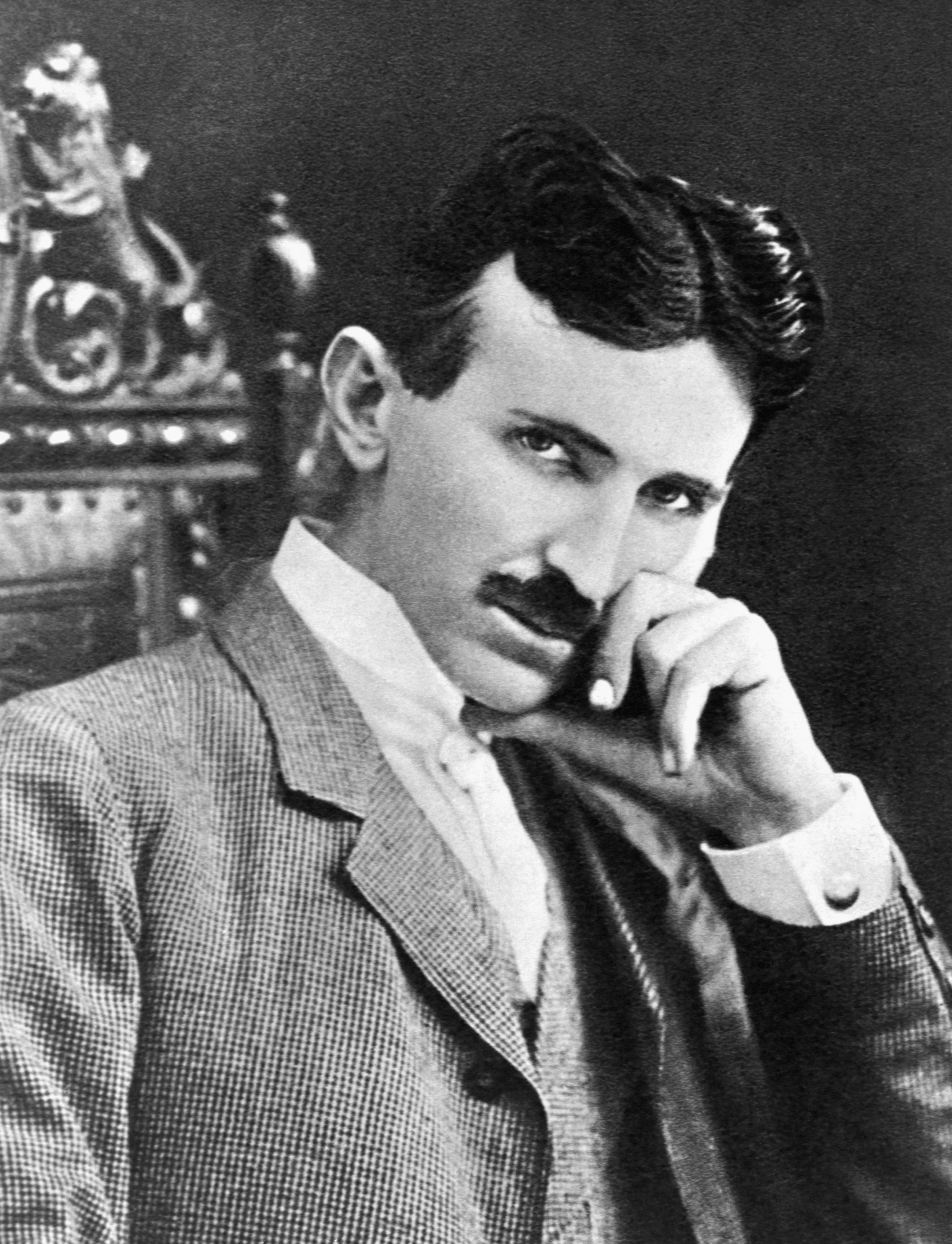
A música foi tocada no funeral do inventor sérvio Nikola Tesla.

Tamo daleko é uma canção folk sérvia. Composto em 1916, ele comemora a retirada do Exército sérvio para Corfu e gira em torno do tema da perda e da saudade de uma pátria distante. É tocado em métrica tripla e começa solenemente em uma tonalidade menor antes de mudar para a tonalidade maior relativa da tonalidade dominante na terceira linha do primeiro verso, simbolizando a esperança antes de retornar à tonalidade menor tônica desde o início. O cantor descreve-se como vindo da terra “onde o limoeiro floresce amarelo” e olha “ao longe, onde o sol brilha mais forte” para a aldeia onde nasceu. A maioria das versões da música termina com a frase "viva a Sérvia!".
Em abril de 1917, um grupo sérvio-americano chamado Tamburaško Pevačko Društvo fez uma gravação da canção. No final da Primeira Guerra Mundial, o Exército sérvio retirou a Sérvia da Áustria-Hungria e da Bulgária. Tamo daleko se tornou muito popular entre os emigrados sérvios. A música foi até tocada no funeral do inventor sérvio Nikola Tesla em Nova York em janeiro de 1943. Na Iugoslávia Titoísta, foi interpretada por Dušan Jakšić (1965), Nikola Vučetin Bata (1977) e outros, mas geralmente sem as linhas que mencionam explicitamente a Sérvia. Por volta de 1985, letras que mencionam a Sérvia e o Exército sérvio aparecem novamente nos lançamentos oficiais da música na Iugoslávia.
O historiador Andrej Mitrović escreve sobre o "ar nostálgico [e] melodia triste" da canção. Ele argumenta que ela fornece uma grande percepção da psicologia coletiva e do moral geral do Exército sérvio durante o inverno de 1915. Ele afirma que, embora a música seja nostálgica, a ideia básica é de otimismo. O jornalista Roger Cohen descreve Tamo daleko como "o lamento enraizado de um povo ".  O autor Robert Hudson escreve que "um senso de identidade primordial, ligado à família e à nação, está embutido na música, com pai e filho dando suas vidas pela nação". O autor Eric Gordy a descreve como uma das canções nacionalistas sérvias mais reconhecidas. Durante a Guerra Fria, os sérvios da diáspora começaram a vê-la como uma forma de hino nacional. TA música foi tão significativa quanto a Marcha no Drina na história da música sérvia. Tornou-se um símbolo poderoso da cultura sérvia e da identidade nacional.  No início dos anos 1990, a Rádio Televisão da Sérvia transmitiu um documentário mostrando veteranos sérvios retornando a Corfu, com Tamo daleko tocando suavemente ao fundo. Muitas variações da canção foram cantadas por voluntários sérvios da Bósnia durante a Guerra da Bósnia.  A canção continua popular entre os sérvios nos Bálcãs e na diáspora, e várias versões modernas dela foram gravadas, principalmente por músicos Goran Bregović.

### Autoria
A identidade do escritor e compositor da canção permaneceu desconhecida por muitas décadas. Vários indivíduos afirmaram ter sido seus autores originais. Alguns argumentaram que Milan Buzin, o capelão da Divisão Drina, havia composto e escrito a canção. Outros afirmaram que Dimitrije Marić, o cirurgião do Terceiro hospital de campanha da Divisão Šumadija, era o compositor. Mihailo Zastavniković, um professor de Negotin,também houve rumores de que foi o compositor e escritor original e até publicou uma versão da canção em 1926. Em 2008, o historiador Ranko Jakovljević descobriu que Đorđe Marinković, um músico amador da vila de Korbovo perto de Kladovo, foi o escritor e compositor original da música. Ele compôs Tamo daleko em Corfu em 1916 e mudou-se para Paris após a Primeira Guerra Mundial, onde garantiu os direitos de autoria da canção em 1922. Ele viveu em relativa obscuridade até sua morte em 1977.

## Citações

### Notes
1. ↑  Historian Sabrina P. Ramet contends that only some lyrics from the song were banned during Josip Broz Tito's regime.[13]